# GeneRally
GeneRally é um jogo de corrida freeware de estilo Arcade criado pelos irmãos finlandeses Hannu e Jukka Räbinä. O jogo foi publicado pela primeira vez em 16 de Maio de 2002, na versão 1.0 beta. Sua última versão, 1.2d, foi lançada no dia 6 de janeiro de 2018. O jogo é muito admirado por sua fiel comunidade internacional, que se mantém presente em vários fóruns espalhados pela internet, onde publicam pistas, carros e add-ons, além de organizar competições e concursos.

## O jogo
Embora os arquivos originais do jogo ocupem pouco espaço no HD (aproximadamente 1.5 MB), GeneRally traz muitos recursos simples e bem planejados que o tornam um jogo bastante divertido.
Na tela inicial, é possível escolher até seis carros, de vários modelos diferentes, controlados pelo usuário ou pelo computador. Também são escolhidas nesta tela as pistas desejadas para a temporada.
Nas telas "Opções" e "Avançado", detalhes como obstáculos físicos (desgaste do pneu, peso da gasolina, danos no carro), carro-fantasma (indicando a melhor volta), dentre outros, podem ser ajustados. Na tela "Pilotos", as cores dos carros podem ser selecionadas (padrão RGB), assim como o nível de Inteligência Artificial dos pilotos controlados pelo computador.
Durante a corrida, o jogo é bastante dinâmico. Há diferenças no comportamento do carro em relação a cada tipo diferente de solo. Existem também efeitos como marcas de pneu, derrapagens e fumaça do motor. É possível fazer pitstops, gerar replays e salvar o jogo.
Um editor que vem junto com o jogo (TrackEditor) permite a criação de pistas. Nele, o usuário pode criar o desenho da pista e o seu solo (Landmap), o seu relevo (Heightmap) e colocar diferentes objetos (como árvores, pontes, muros e construções). Na internet é possível encontrar o editor dos carros.

## Requerimentos
Pelo fato de ser um jogo leve, GeneRally não precisa de um computador muito potente. Mas, para rodá-lo com qualidade aceitável, o PC precisa ter:
- Processador de 200 MHz ou superior
- 16 MB ou mais de Memória RAM
- 2 MB ou mais de espaço livre no HD
- Windows 95 ou superior
- DirectX 8.0 ou superior
- Mouse
- Teclado

Não existe GeneRally para Linux. Porém, usando Wine, ou algum dos muitos programas do gênero, é possível rodar o jogo em Linux.

## Histórico
Desde seu lançamento, em 16 de Maio de 2002, da versão 1.0 beta, GeneRally passou por oito versões. Eis um resumo de cada uma delas:
- 1.0 beta: Primeiro release público do jogo;
- 1.0: O TrackEditor é liberado. O jogo agora suporta gamepads e joysticks. Ajustes foram feitos na jogabilidade. Novas pistas liberadas.
- 1.01: "Author information" é agora mostrado. Alguns erros foram corrigidos. O formato das pistas foi alterado (pistas desse formato novo não poderiam rodar em versões anteriores.)
- 1.02: Uso de pastas para separar as pistas. Compatibilidade com mais placas de vídeo. Menos limites no tamanho da AI line (linha que guia os pilotos controlados pelo computador) e no número de objetos. Todos os arquivos.car agora funcionam.
- 1.03: Replays. Novos objetos. Inteligência artificial melhorada. Arquivo gr.ini para alterações avançadas. Zoom na edição da pistas no TrackEditor.
- 1.03 patch #1: Erros corrigidos.
- 1.04: A tecla F11 gera agora uma captura de ecrã em uma resolução fixa. Aprimoramentos nos menus. Alguns erros corrigidos.
- 1.05: Opção de esconder a linha de chegada (anteriormente era obrigatória em pistas de asfalto). "World Tour", um novo conjunto de pistas. Zoom nas pistas.
- Foi lançada também uma edição especial de Natal, a 1.05 Christmas Edition. É idêntica à versão 1.05, exceto por uma pista (Santafest) e um carro (Sleigh) extras.

## Pistas
As pistas de GeneRally estão no formato.trk, e são geradas pelo programa TrackEditor. O jogo já vem com uma coleção de pistas pequenas e simples, criadas pelos próprios Hannu e Jukka Räbinä, os programadores. Todas elas são fictícias. Elas estão divididas em duas pastas:

### Pasta "GeneRally"
- Agari: Em forma de A. É toda em asfalto, com a parte externa em areia.
- Bytes: Um circuito no sentido horário com 6 curvas.
- Gilwan: 241 metros de pista, anti-horária, em forma de B.
- Gurveln: Em sentido horário, com uma parte na floresta.
- Kutford: Um pequeno oval, sem inclinação.
- Mondega: Uma pista de rua, inspirada no Circuito de Mônaco.
- Nyrporl: Um circuito parecido com Nurburgring.
- Pargy: Pista de rua.
- Sewring: Um circuito com 4 curvas.
- Snoogy: Metade asfalto, metade gelo.
- Tachren: Um circuito com 5 curvas.
- Tantele: Inspirado no Circuito de Bremgarten.
- Tusaye: Uma pista mista, com asfalto, lama, Tarmac2 (tipo especial de asfalto de rua) e grama.
- Wendan: Atravessa duas vezes um rio. Primeiro por uma ponte e depois pela água mesmo.
- Wigeno: Circuito horário com 7 curvas.
- Xupong: Em forma de 8, com areia, cascalho e asfalto.
- Uma pista chamada Plante (um oval horário com um salto) apareceu na versão 1.0 beta do jogo. Porém, não aparece nas versões posteriores. É possível usar o arquivo Plante.trk em novas versões, sem modificações.

### Pasta "World Tour"
Esses circuitos foram inseridos na versão 1.05 do jogo.
- Algeria: Uma longa pista no deserto.
- Australia: Um circuito com parte em uma rodovia e parte dentro de uma cidade. O layout torna possível colisões frontais, pois tem duas retas paralelas sem divisão entre elas, em direções opostas.
- Belgium: Um circuito anti-horário, com curvas bem fechadas.
- Brazil: Um circuito no estacionamento de um hotel. É uma das pistas mais estreitas do jogo.
- Canada: Um circuito numa floresta.
- Egypt: Um ondulada e anti-horária pista quadrada ao redor de uma pirâmide.
- Finland: A única pista completamente sem asfalto em seu percurso. É um rali ao redor de um lago.
- France: Um circuito rápido inpirado nas muitas estradas do país, especialmente o circuito de Reims-Gueux, do nordeste da França.
- Germany: Um circuito rápido, com uma parte no oval e duas retas grandes, paralelas e opostas.
- Indonesia: Muito similar ao Sepang International Circuit.
- Italy: Um circuito usando estradas rurais, com um grande salto.
- Japan: Um circuito quase que inteiramente feito com hairpins (curvas extremamente fechadas, parecidas com grampos de cabelo).
- Sweden: Também feito com diferentes hairpins.
- Switzerland: Um circuito ao redor de um lago.
- USA: Um oval com 4 curvas.

## Criação de pistas
A criação de pistas para GeneRally é uma das tarefas mais realizadas pela sua comunidade de fãs. Fazer uma pista simples pode ser bem rápido. Porém, pistas de qualidade podem levar dias, até mesmo semanas para serem concluídas. Muitos tutoriais fornecidos pela comunidade são úteis na fabricação de boas pistas.
Um dos recursos mais importantes é a utilização de editores externos, como o Microsoft Paint, GIMP e o Adobe Photoshop, no desenho dos Landmaps e Heightmaps. Essas ferramentas podem criar desenhos mais precisos e efeitos mais realísticos. Há também programas criados especialmente para esse fim, como o SnakeDitor, disponível no fórum oficial do jogo.
No entanto, a colocação dos objetos, AI lines, e propriedades da pista só pode ser feita no TrackEditor original.

## Carros
Os carros do GeneRally estão no formato.car, e podem ser gerados por programas como o GeneRally Car Editor. O jogo já vem com carros básicos no arquivo cars.car, criado pelos desenvolvedores:
- General: O carro-símbolo do jogo. É como um Fórmula 1, mas sem os aerofólios. Pode ser usado efetivamente em quase todos os terrenos, e garante um bom controle ao jogador.
- Formula: É parecido com o General. Porém, é mais potente e pesado, além de possuir os aerofólios. É um dos mais populares carros da comunidade de fãs do jogo, por ser bom no asfalto.
- Go-kart: Tem metade do peso do General. É um bom carro para iniciantes, por ser lento e fácil de controlar.
- Mini: Parecido com o clássico modelo inglês Mini. É lento e tem uma tendência a derrapar. Porém, ele não é ruim em terrenos offroad.
- Truck: Um caminhão. É o maior e mais poderoso dos originais do jogo. Ele demonstra a diferença de manobra entre carros leves e pesados. Embora lento e definitivamente difícil de controlar, ele pode tranquilamente tocar os carros leves para longe, abrindo caminho para a linha de chegada.
- McTurbo: Um dragster. É extremamente potente, mas difícil de controlar, assim como o Truck.
- Triangle: Um carro com três rodas. Diferente do chassis usual, esse carro é razoavelmente fácil de controlar, por ter velocidade moderada, fácil de fazer curvas. Ele é um carro de médio desempenho.
- Yankee: Um carro americano. Possui boa velocidade, mas controle ruim.
- Onewheeler: Um carro fora do comum, com uma roda apenas. Definitivamente o mais lento e difícil de controlar do jogo.
- Monster truck: Um Monster Truck (picape com rodas gigantes). O segundo carro mais pesado do jogo. Algo entre o Truck e o General em dirigibilidade.
- Sidamob: Uma motocicleta com um sidecar. É o segundo carro mais leve do jogo. Como o Onewheeler, ele é rápido em offroad.
- Rallycar: Um carro de Rally, não muito diferente do Mini. Ele praticamente não é afetado por gelo, areia, neve, barro ou cascalho. Mas no asfalto ele é surpreendentemente lento.
- Sleigh: O Sleigh foi incluído somente na versão de Natal do jogo, acompanhando a pista Santafest.

## Criação de carros
Para criar carros, é necessária a utilização de programas criados pelos fãs do jogo. O mais usado é o GeneRally Car Editor v0.9.2, disponível na Internet. No editor, o usuário poderá modelar tridimensionalmente o veículo, podendo utilizar até 40 polígonos e 30 vértices. Também são escolhidos pelo usuário a sombra, as cores (sendo duas delas para escolha no jogo) e os dados de performance do carro, como velocidade máxima, potência, aderência, dentre outros.
Muitos tutoriais para a criação de carros estão disponíveis no fórum oficial.

## Add-ons
Como grande parte dos itens do jogo GeneRally podem ser customizados, muitos usuários criam seus próprios add-ons, possibilitando traduções, mudanças de esquemas de cores e sonoridade dos carros. Muitas dessas são as ultilizadas nas competições utilizada nas competições internacionais.

### Sons
É possível criar pacotes de som, editando ou substituindo os.wav do jogo.

### Linguagens
É possível editar os arquivos de linguagem para o jogo, que vem originalmente em inglês e finlandês. O site oficial disponibiliza vários desses arquivos para download, incluindo português.

### Cores
A paleta de cores pode ser substituída. Algumas paletas, como a que simula a noite no jogo, são muito usadas. Porém, a paleta original é ainda a preferida entre os jogadores.

## A comunidade
Desde o seu lançamento, GeneRally tem conquistado uma grande comunidade em todo o mundo. Várias pessoas têm contribuído para o jogo, fazendo pistas, carros, programas e outros. Existem até mesmo projetos e concursos, como o Track of the Month (Pista do mês), que escolhe as melhores pistas de um determinado mês; e o Joint Effort Track Project, no qual uma pista é dividida em nove partes, cada uma feita por um usuário diferente. 
Embora o projeto do GeneRally não permita corridas online ou em LAN, são organizadas diversas competições nos modos Hotlap e Time Trial.

## Sequência
Foi anunciado, e já se encontra em fase pré-alpha, uma sequência ao jogo, nomeado Generally 2. Ele está em fase de arrecadação de fundos no Kickstarter. Entre as características já divulgadas, está um ciclo dia-noite.  De acordo com o 'GR2 Developer Blog', o demo representa apenas 15% do desenvolvimento total do jogo . 